# Kaibutsu
«Kaibutsu» (яп. 怪物 каибуцу, «Монстр») — песня японского дуэта Yoasobi с их второго мини-альбома, The Book 2. Она была выпущена в качестве сингла 6 января 2021 года на лейбле Sony Music Entertainment Japan в качестве открывающей темы для японского аниме Выдающиеся звери.

## Предыстория
5 ноября 2020 года Yoasobi анонсировали, что сделают для второго сезона аниме Выдающиеся звери открывающую тему под названием «Kaibutsu». В тот же день вышел трейлер, в котором была показана ТВ-версия песни. Она основана на короткой истории «Jibun no Mune ni Jibun no Mimi o Oshi Atete» (яп. 自分の胸に自分の耳を押し当てて дзибун но мунэ ни дзибун но мими о оси атэтэ, «Прикладываю ухо к своей груди»), написанной Пару Итагаки, которая также написала и нарисовала мангу.

## Приём критиков
Журнал Time поставил «Kaibutsu» на пятое место в своём списке лучших песен 2021 года. Песня стала единственной японской песней из списка. Критики описали песню как «незаметный переход между энергичным хуком и агрессивными риффами мат-рока».

## Видеоклип
Видеоклип на «Kaibutsu» был выпущен 13 января 2021 года, срежиссированный Риной Мицузуми и анимированный Каори Ониси.
Клип достиг отметки в 100 миллионов просмотров 22 июня 2021 года, в 200 миллионов — 4 апреля 2022 года.

## Награды
| Церемония                | Год  | Награда                               | Результат |
| ------------------------ | ---- | ------------------------------------- | --------- |
| Crunchyroll Anime Awards | 2022 | Best Opening Sequence                 | Номинация |
| Japan Gold Disc Award    | 2022 | Song of the Year by Download (Japan)  | Победа    |
| Japan Gold Disc Award    | 2022 | Best 5 Songs by Download              | Победа    |
| Japan Gold Disc Award    | 2022 | Song of the Year by Streaming (Japan) | Победа    |
| Japan Gold Disc Award    | 2022 | Best 5 Songs by Streaming             | Победа    |
| Reiwa Anisong Awards     | 2021 | Best Work Award                       | Номинация |
| Reiwa Anisong Awards     | 2021 | Best Artist Song Award                | Победа    |

## Чарты
| Чарт (2021)                      | Высшая позиция |
| -------------------------------- | -------------- |
| Мир (Billboard Global 200)       | 87             |
| Япония (Billboard Japan Hot 100) | 2              |
| Япония (Hot Animation)           | 1              |
| Япония (Oricon)                  | 2              |
| Япония (Combined Singles)        | 2              |
| Япония (Digital Singles)         | 11             |
| США (World Digital Song Sales)   | 12             |

| Чарт (2021)     | Позиция |
| --------------- | ------- |
| Япония (Oricon) | 7       |

| Чарт                      | Позиция |
| ------------------------- | ------- |
| Billboard Global 200      | 141     |
| Япония (Japan Hot 100)    | 5       |
| Япония (Hot Animation)    | 2       |
| Япония (Oricon)           | 94      |
| Япония (Combined Singles) | 2       |

| Чарт                   | Позиция |
| ---------------------- | ------- |
| Япония (Japan Hot 100) | 20      |
| Япония (Hot Animation) | 7       |

| Чарт                   | Позиция |
| ---------------------- | ------- |
| Япония (Japan Hot 100) | 51      |
| Япония (Hot Animation) | 13      |

| Чарт (2008—2022)       | Позиция |
| ---------------------- | ------- |
| Япония (Japan Hot 100) | 15      |